# Raphael Gallé
Raphael Gallé (* 29. August 1999 in Innsbruck) ist ein österreichischer Fußballspieler.

## Karriere
Gallé begann seine Karriere in seiner Heimatstadt beim Innsbrucker AC. 2013 kam er in die AKA Tirol. Zur Saison 2016/17 wechselte er zu den Amateuren des FC Wacker Innsbruck. Sein Debüt für Wacker II in der Regionalliga gab er im Juli 2016, als er am ersten Spieltag der Saison 2016/17 gegen den FC Hard in der Startelf stand.
Im April 2017 erhielt Gallé einen bis Juni 2019 gültigen Profivertrag bei den Innsbruckern. Sein Debüt für die Tiroler in der zweiten Liga gab er im Mai 2017, als er am 33. Spieltag gegen den SC Austria Lustenau in der sechsten Minute für Ante Roguljić eingewechselt wurde. In knapp fünf Jahren in der ersten Mannschaft kam Gallé zu 63 Einsätzen, in denen er sechs Tore erzielte. Das finanziell gebeutelte Wacker konnte im April 2022 die Gehälter der Spieler nicht mehr bezahlen, woraufhin es den Spielern frei stand, den Klub zu verlassen. Gallé machte von diesem Recht Gebrauch und beendete den Vertrag Ende April 2022 vorzeitig.
Daraufhin wechselte er zur Saison 2022/23 zum Zweitligisten FC Admira Wacker Mödling, bei dem er einen bis Juni 2025 laufenden Vertrag erhielt. Für die Admira kam er in drei Jahren zu 71 Zweitligaeinsätzen. Zur Saison 2025/26 kehrte er zum mittlerweile drittklassigen FC Wacker Innsbruck zurück.